# 岩手県警察部
岩手県警察部（いわてけんけいさつぶ）は、戦前の内務省監督下の岩手県が設置した府県警察部であり、岩手県内を管轄区域とする。
1948年（昭和23年）3月6日に廃止となり、岩手県警察部は国家地方警察岩手県本部と盛岡市警察などの自治体警察に再編されることになった。

## 沿革
- 1876年（明治9年）3月 岩手県庁に第四課を設置。
- 1876年（明治9年）4月 磐井県を廃止。北部を編入。
- 1876年（明治9年）5月 宮城県より、気仙郡を編入。青森県より、二戸郡を編入。
- 1880年（明治13年）5月 岩手県警察本署に改称。
- 1886年（明治19年）7月 岩手県警察本部に改称。
- 1890年（明治23年）10月 岩手県警察部に改称。
- 1905年（明治38年）4月 岩手県第四部に改称。
- 1907年（明治40年）7月 岩手県警察部に改称。
- 1928年（昭和3年）7月 特別高等警察課を設置。
- 1945年（昭和20年）10月 特別高等警察が廃止。
- 1946年（昭和21年）9月 公安課（公安警察）を設置。

## 組織
1927年（昭和2年）時点
- 警務課
- 高等警察課
- 保安課
- 刑事課
- 衛生課

## 警察署
1927年（昭和2年）時点
- 盛岡警察署
- 沼宮内警察署
- 日詰警察署
- 花巻警察署
- 黒沢尻警察署
- 水沢警察署
- 岩谷堂警察署
- 一関警察署
- 千厩警察署
- 盛警察署
- 遠野警察署
- 釜石警察署
- 宮古警察署
- 岩泉警察署
- 久慈警察署
- 二戸警察署
- 軽米警察署

## 歴代部長
| 代 | 官職名                 | 氏名         | 就任日         | 退任日         | 前職                          | 後職                        | 備考                     |
| -- | ---------------------- | ------------ | -------------- | -------------- | ----------------------------- | --------------------------- | ------------------------ |
| 1  | 警部長 警察本署長      | 島田宗正     | 1882年1月25日  | 1884年7月14日  | 警察本署長                    | 徳島県少書記官              |                          |
| 2  | 警部長 警察本署長      | 野中久徴     | 1884年7月14日  | 1884年11月25日 | 熊本県警部長                  | 検事                        |                          |
| 3  | 警部長 警察本署長      | 山田春三     | 1884年11月25日 | 1885年8月5日   | 山口県警部長                  | 岩手県少書記官              |                          |
| 4  | 警部長 警察本署長      | 久保誠之     | 1885年8月5日   | 1886年7月20日  | 岩手県警部兼二等属            | -                           |                          |
| 4  | 警部長 警察本部長      | 久保誠之     | 1886年7月20日  | 1890年10月11日 | -                             | -                           |                          |
| 4  | 警部長 警察部長        | 久保誠之     | 1890年10月11日 | 1893年3月29日  | -                             | 岐阜県警部長                |                          |
| 5  | 警部長 警察部長        | 樋脇盛苗     | 1893年3月29日  | 1897年4月26日  | 東京芝愛宕警察署長            | 三重県警部長                |                          |
| 6  | 警部長 警察部長        | 笠井信一     | 1897年4月26日  | 1898年7月25日  | 山口県参事官                  | 高知県書記官                |                          |
| 7  | 警部長 警察部長        | 平井光長     | 1898年7月27日  | 1900年8月8日   | 大阪府三島郡長                | 長野県警部長                |                          |
| 8  | 警部長 警察部長        | 小野木源次郎 | 1900年8月8日   | 1902年2月8日   | 長野県警部長                  | 愛知県警部長                |                          |
| 9  | 警部長 警察部長        | 池松時和     | 1902年2月8日   | 1905年2月10日  | 群馬県警部長                  | 栃木県警部長                |                          |
| 10 | 警部長 警察部長        | 力石雄一郎   | 1905年2月10日  | 1905年4月19日  | 福島県参事官                  | -                           |                          |
| 10 | 事務官 第四部長 警務長 | 力石雄一郎   | 1905年4月19日  | 1907年1月14日  | -                             | 石川県事務官・第四部長      |                          |
| 11 | 事務官 第四部長 警務長 | 石原磊三     | 1907年1月14日  | 1907年7月13日  | 岩手県参事官                  | -                           |                          |
| 11 | 事務官 警察部長 警務長 | 石原磊三     | 1907年7月13日  | 1908年10月9日  | -                             | 石川県事務官・警察部長      |                          |
| 12 | 事務官 警察部長 警務長 | 岩田衛       | 1908年10月9日  | 1913年6月13日  | 茨城県事務官                  | 愛知県警察部長              |                          |
| 13 | 警察部長               | 斎藤行三     | 1913年6月13日  | 1914年6月9日   | 岩手県稗貫郡長                | 富山県警察部長              |                          |
| 14 | 警察部長               | 梅谷光貞     | 1914年6月9日   | 1916年1月10日  | 三重県理事官                  | 栃木県警察部長              |                          |
| 15 | 警察部長               | 澤田竹治郎   | 1916年1月10日  | 1916年10月13日 | 愛知県事務官                  | 長野県警察部長              |                          |
| 16 | 警察部長               | 古宇田晶     | 1916年10月13日 | 1917年1月29日  | 兵庫県理事官                  | 宮崎県警察部長              |                          |
| 17 | 警察部長               | 新開渧観     | 1917年1月29日  | 1919年4月19日  | 宮崎県警察部長                | 愛知県警察部長              |                          |
| 18 | 警察部長               | 久米成夫     | 1919年4月19日  | 1921年6月3日   | 秋田県理事官                  | 神奈川県警察部長            |                          |
| 19 | 警察部長               | 山口織之進   | 1921年6月3日   | 1922年10月16日 | 島根県警察部長                | 休職                        |                          |
| 20 | 警察部長               | 加賀谷朝蔵   | 1922年10月16日 | 1924年6月27日  | 警察講習所                    | 皇宮警察長 兼宮内事務官     |                          |
| 21 | 警察部長               | 山口尚章     | 1924年6月27日  | 1924年12月20日 | 佐賀県理事官                  | -                           |                          |
| 21 | 書記官 警察部長        | 山口尚章     | 1924年12月20日 | 1926年9月28日  | -                             | 鳥取県書記官・内務部長      |                          |
| 22 | 書記官 警察部長        | 伴東         | 1926年9月28日  | 1928年1月10日  | 福井県書記官                  | 滋賀県書記官・警察部長      |                          |
| 23 | 書記官 警察部長        | 三井饒       | 1928年1月10日  | 1929年1月30日  | 横浜地方裁判所検事            | 岡山県書記官・警察部長      |                          |
| 24 | 書記官 警察部長        | 安藤狂四郎   | 1929年1月30日  | 1929年8月7日   | 東京府事務官                  | 内務事務官                  |                          |
| 25 | 書記官 警察部長        | 佐々木芳遠   | 1929年8月7日   | 1931年12月24日 | 東京府事務官                  | 茨城県書記官・警察部長      |                          |
| 26 | 書記官 警察部長        | 今吉敏雄     | 1931年12月24日 | 1932年3月2日   | 和歌山県書記官・学務部長      | 拓務省書記官                |                          |
| 27 | 書記官 警察部長        | 森部隆       | 1932年3月2日   | 1934年8月22日  | 栃木県書記官・学務部長        | 長崎県書記官・警察部長      |                          |
| 28 | 書記官 警察部長        | 北村英明     | 1934年8月22日  | 1936年4月25日  | 神奈川県外事課長              | 上海領事兼内務書記官        |                          |
| 29 | 書記官 警察部長        | 堀田健男     | 1936年4月25日  | 1937年7月7日   | 内務省社会局事務官            | 内務事務官                  |                          |
| 30 | 書記官 警察部長        | 高畠資吉     | 1937年7月7日   | 1940年7月26日  | 新潟県書記官・学務部長        | 三重県書記官・警察部長      |                          |
| 31 | 書記官 警察部長        | 永野俊雄     | 1940年7月26日  | 1942年1月13日  | 警視庁警視                    | 三重県書記官・警察部長      |                          |
| 32 | 書記官 警察部長        | 藤井重雄     | 1942年1月13日  | 1942年7月7日   | 警視庁事務官                  | 興亜院書記官                |                          |
| 33 | 書記官 警察部長        | 金山国治     | 1942年7月7日   | 1942年11月1日  | 警視庁警視                    | -                           |                          |
| 33 | 部長 警察部長          | 金山国治     | 1942年11月1日  | 1943年1月12日  | -                             | 厚生省医務課長              |                          |
| 34 | 部長 警察部長          | 時田吉雄     | 1943年1月12日  | 1943年7月1日   | 東京府事務官                  | 東京府事務官 兼東京都書記官 |                          |
| 35 | 部長 警察部長          | 谷口幸三     | 1943年7月1日   | 1944年7月3日   | 岐阜県官房長                  | 陸軍司政官                  |                          |
| 36 | 部長 警察部長          | 山本弥之助   | 1944年7月3日   | 1945年10月13日 | 朝鮮総督府 警務局経済警察課長 | 休職                        |                          |
| 37 | 部長 警察部長          | 岩城悌       | 1945年10月13日 | 1945年10月27日 | -                             | -                           | 兼任 本務:岩手県内政部長 |
| 38 | 部長 警察部長          | 葛西奥羽之亮 | 1945年10月27日 | 1946年4月1日   |                               | -                           |                          |
| 38 | 地方事務官 警察部長    | 葛西奥羽之亮 | 1946年4月1日   | 1946年11月25日 | -                             | 退官                        |                          |
| 39 | 地方事務官 警察部長    | 中野正幸     | 1946年11月25日 | 1948年3月6日   | 外務事務官                    | 国家地方警察本部交通課長    |                          |